# العلاقات المالية الموريشيوسية
العلاقات المالية الموريشيوسية هي العلاقات الثنائية التي تجمع بين مالي وموريشيوس.

## مقارنة بين البلدين
هذه مقارنة عامة ومرجعية للدولتين:
| وجه المقارنة                                              | مالي            | موريشيوس                 |
| --------------------------------------------------------- | --------------- | ------------------------ |
| المساحة (كم2)                                             | 1.24 مليون      | 2.04 ألف                 |
| عدد السكان (نسمة)                                         | 18.54 مليون     | 1.26 مليون               |
| الكثافة السكانية (ن./كم²)                                 | 14.95           | 617.65                   |
| العاصمة                                                   | باماكو          | بورت لويس                |
| اللغة الرسمية                                             | لغة فرنسية      | لغة إنجليزية، لغة فرنسية |
| العملة                                                    | فرنك غرب أفريقي | روبي موريشي              |
| الناتج المحلي الإجمالي (بليون دولار)                      | 15.29 مليار     | 13.34 مليار              |
| الناتج المحلي الإجمالي (تعادل القوة الشرائية) بليون دولار | 35.69 مليار     | 25.36 مليار              |
| الناتج المحلي الإجمالي الاسمي للفرد دولار أمريكي          | 724             | 9.25 ألف                 |
| الناتج المحلي الإجمالي للفرد دولار أمريكي                 | 1.60 ألف        | 18.59 ألف                |
| مؤشر التنمية البشرية                                      | 0.419           | 0.777                    |
| رمز المكالمات الدولي                                      | +223            | +230                     |
| رمز الإنترنت                                              | .ml             | .mu                      |
| المنطقة الزمنية                                           | 00              | ت ع م+04:00              |

## منظمات دولية مشتركة
يشترك البلدان في عضوية مجموعة من المنظمات الدولية، منها:
| علم المنظمة | اسم المنظمة                                 | تاريخ انضمام مالي | تاريخ انضمام موريشيوس |
| ----------- | ------------------------------------------- | ----------------- | --------------------- |
|             | البنك الإفريقي للتنمية                      | ?                 | ?                     |
|             | المركز الدولي لتسوية المنازعات الاستشارية   | 2 فبراير 1978     | 2 يوليو 1969          |
|             | مؤسسة التنمية الدولية                       | 27 سبتمبر 1963    | 23 سبتمبر 1968        |
|             | مؤسسة التمويل الدولية                       | 9 مايو 1978       | 23 سبتمبر 1968        |
|             | الاتحاد البريدي العالمي                     | ?                 | ?                     |
|             | البنك الدولي للإنشاء والتعمير               | 27 سبتمبر 1963    | 23 سبتمبر 1968        |
|             | منظمة التجارة العالمية                      | ?                 | ?                     |
|             | منظمة حظر الأسلحة الكيميائية                | ?                 | ?                     |
|             | الفريق المعني برصد الأرض                    | ?                 | ?                     |
|             | الأمم المتحدة                               | 28 سبتمبر 1960    | 24 أبريل 1968         |
|             | مجموعة دول أفريقيا والكاريبي والمحيط الهادئ | ?                 | ?                     |
|             | الاتحاد الأفريقي                            | ?                 | ?                     |
|             | وكالة ضمان الاستثمار متعدد الأطراف          | 22 أكتوبر 1992    | 28 ديسمبر 1990        |
|             | منظمة الشرطة الجنائية الدولية               | ?                 | ?                     |
|             | يونسكو                                      | 7 نوفمبر 1960     | 25 أكتوبر 1968        |
|             | الاتحاد الدولي للاتصالات                    | 21 أكتوبر 1960    | 30 أغسطس 1969         |